# Caldiero
Caldiero és un comune (municipi) de la província de Verona, a la regió italiana del Vèneto, situat a uns 90 quilòmetres a l'oest de Venècia i a uns 15 quilòmetres a l'est de Verona.
A 1 de gener de 2020 la seva població era de 7.922 habitants.
Caldiero limita amb els següents municipis: Belfiore, Colognola ai Colli, Lavagno, San Martino Buon Albergo i Zevio.